# Vogelsaue
Die Ortslage Vogelsaue im Wohnquartier Nützenberg im Wuppertaler Stadtbezirk Elberfeld-West geht auf eine alte Ortsbezeichnung zurück.

## Lage
Der Ort befindet sich am südlichen Fuß des Nützenberges.
Benachbarte Ortslagen sind Schörren, Am Schaffstal, Auf dem Nützenberg, Varresbeck, Westende und Stockmannsmühle.

## Etymologie
Der Name Vogelsaue bezieht sich auf eine Flussaue, ein Wiesengelände an der Wupper. Namentlich geht Vogelsaue auf den Besitz der Familie Vogel zurück.

## Geschichte
Die alte Ortsbezeichnung wurde erstmals 1646 erwähnt. Die Topographia Ducatus Montani des Erich Philipp Ploennies aus dem Jahre 1715 verzeichnet die Ortslage als einen Hof Vogelsau. 1815/16 besaß der Ort 30 Einwohner.
1832 gehörte Vogelsaue zur Pickartsberger Rotte des ländlichen Außenbezirks des Kirchspiels und der Stadt Elberfeld. Der laut der Statistik und Topographie des Regierungsbezirks Düsseldorf als Wirtshaus kategorisierte Ort wurde als auf der Vogelsaue bezeichnet und besaß zu dieser Zeit fünf Wohnhäuser und fünf landwirtschaftliche Gebäude. Zu dieser Zeit lebten 29 Einwohner im Ort, zwei katholischen und 27 evangelischen Glaubens.
Auch auf der topographischen Aufnahme der Rheinlande von 1824 und der Preußischen Uraufnahme von 1843 ist die Ortslage ebenfalls vermerkt, im Adressbuch ab 1850 zu finden. Ab 1866 sind am Westende, spätestens ab 1892/94 (nach einer Karte) auch an dieser Ortslage chemische Fabriken entstanden, historische Bausubstanz ist nicht mehr vorhanden.

## Die heutige Straße
Nach dieser Ortslage ist die Straße Vogelsaue benannt. Die Verbindungsstraße Vogelsaue verläuft heute von der Friedrich-Ebert-Straße bis zur Nützenberger Straße. Sie wurde am 7. November 1873 als Vogelsauer Straße benannt, eine kleine Umbenennung nach Vogelsaue erfolgte 1935.